# Let It Loose (canción de The Rolling Stones)
«Let It Loose» —en español: «Déjalas en libertad»— es una canción de la banda de rock inglesa The Rolling Stones, que fue lanzado en su álbum Exile on Main St., editado en 1972.

## Composición e inspiración
Escrita por Mick Jagger y Keith Richards, «Let It Loose» es una balada emocional de corte góspel blues con un sentimiento religioso abrasador, la canción es una de las incursiones prominentes de la banda en el soul y en la música góspel, durante la época de Exile on Main St., después de que Jagger asistiera a a los servicios de la Reverendo James Cleveland y quedara profundamente impresionado por el canto del coro de góspel.
Una parte de la letra fue tomada de la canción «Man of Constant Sorrow». En una entrevista con la revista Uncut en abril de 2010, se le preguntó a Jagger acerca del contenido de las letras de esta canción; respondió: "Creo que Keith las escribió en realidad. Es una canción muy rara y difícil. Tenía otro conjunto de letras para ella, pero se perdieron en el camino. No creo que la canción tenga sentido. Es una de esas canciones sin plan definido. Yo realmente no entiendo de qué se trata, después del evento". Sin embargo, en el mismo artículo Richards dijo" Nunca tomaría un recuerdo de Mick en serio".

## Grabación y legado
La grabación comenzó en diciembre de 1971 y continuó hasta marzo de 1972. Los primeros registros tuvieron lugar en Villa Nellcôte, la casa de Keith Richards al sur de Francia, utilizaron el Estudio móvil de The Rolling Stones. Luego finalizaron el proseco de grabación en los estudios Sunset Sound de Los Ángeles.
«Let It Loose» presenta a Jagger en la voz principal, los coros son aportados por Tami Lynn, Dr. John, Rey Clydie, Venetta Fields, Shirley Goodman y Joe Green. Las guitarras eléctricas fueron interpretadas por Richards y Mick Taylor, y tocadas a través de un altavoz Leslie. El bajo es interpretado por Bill Wyman, Charlie Watts en la batería, Nicky Hopkins en el melotron, Bobby Keys en el saxo tenor y Jim Price toca trombón y trompeta.
Russell Hall describe, en la edición del 20 de febrero de 2008 de Gibson Lifestyle, el estridente y desgarrador canto de Jagger en «Let It Loose» como su mejor logro vocal.
«Let It Loose» nunca ha sido interpretada en vivo por los Stones, así como tampoco ha sido incluida en ningún álbum recopilatorio. 
La canción fue presentada en la película de Martin Scorsese, The Departed (2006) e incluida en su banda sonora. 
La canción también fue presentada en la película de Kevin Spacey, Beyond the Sea (2004), pero no está incluida en la banda sonora de la película.

## Personal
Acreditados:
- Mick Jagger: voz.
- Keith Richards: guitarra eléctrica.
- Charlie Watts: batería.
- Bill Wyman: bajo.
- Mick Taylor: guitarra eléctrica.
- Nicky Hopkins: mellotron.
- Bobby Keys: saxofón.
- Jim Price: trompeta, trombón.
- Dr. John: coros.
- Tamiya Lynn: coros.
- Shirley Goodman: coros.
- Clydie King: coros.
- Venetta Field: coros.
- Joe Green: coros.

## Versiones de otros artistas
La banda estadounidense Phish realizó una versión de la canción durante el Festival 8 en 2009, y luego otra vez el 30 de junio de 2012.